# Tiga (musicista)
Tiga, pseudonimo di Tiga James Sontag (Montréal, 18 settembre 1974), è un disc jockey e musicista canadese.
Forma con Zombie Nation il duo ZZT.

## Biografia
Cresciuto in una famiglia Hippy, suo padre era un DJ, è cresciuto tra Montréal e Goa (India).
È diventato molto famoso per i suoi remix: Washing Up di Tomas Andersson, Madame Hollywood di Felix da Housecat e Comfortably Numb di Scissor Sisters, ma anche per la sua cover di Hot in Herre di Nelly e di Sunglasses at Night di Corey Hart. Produce da solo il proprio materiale, ma ha lavorato pure con Zyntherius, Richard X e Jake Shears dei Scissor Sisters. Ha spesso collaborato con Mateo Murphy (con cui forna il duo TGV) e con Jesper Dahlback, che ha prodotto molti degli ultimi remix di Tiga. È anche buon amico dei Soulwax, che hanno prodotto metà delle tracce di Sexor, l'album di debutto (2006). La sua canzone 3 Weeks è stata ripetutamente suonata nei night-clubs. I Soulwax stanno attualmente producendo un nuovo album di Tiga.
Tiga si è diplomato alla Selwyn House School, un istituto prestigioso a Westmount. Prima di produrre musica era coinvolto nell'organizzazione di rave party a Montréal nei primi anni 1990. Nel 1994, ha aperto un negozio di dischi chiamato DNA Records e nel 1998 ha fondato la sua etichetta, la Turbo Recordings.

## Discografia

### Album
- 2006 - Sexor
- 2009 - Ciao!
- 2016 - No Fantasy Required
- 2023 - L'Ecstasy

### Singoli
- 2001 - Sunglasses at Night, con Jori Hulkkonen, come Tiga & Zyntherius (UK #25)
- 2002 - TGV EP, come TGV, con Mateo Murphy
- 2002 - DJ-Kicks Promo, con Mateo Murphy
- 2003 - Running out of Time EP, come TGV, con Mateo Murphy
- 2003 - Hot in Herre, con Mateo Murphy e Jake Shears, (UK #46)
- 2003 - Burning Down, con Richard X
- 2004 - Pleasure from the Bass, con Jesper Dahlbäck, (UK #57)
- 2005 - Louder than a Bomb, con Jesper Dahlbäck
- 2005 - You Gonna Want Me, con Soulwax e Jake Shears, (UK #64, AUS #65)
- 2005 - Good as Gold, con Soulwax
- 2006 - (Far From) Home, (UK #65, AUS #69)

### Compilation di remix

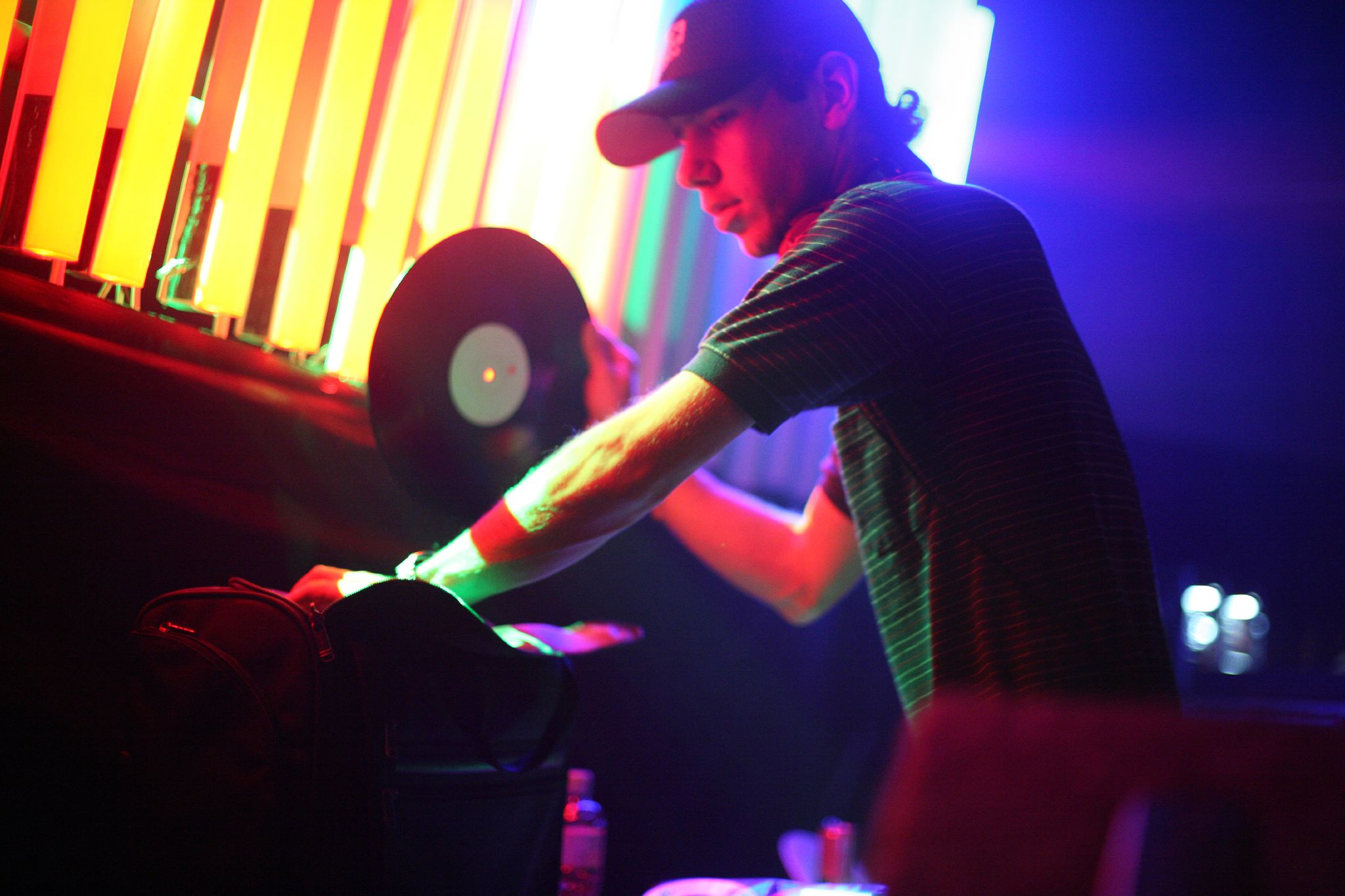
Tiga alla consolle nel 2007.

- 2002 - DJ-Kicks: Tiga
- 2005 - Inthemix.05

### Remix
Tiga ha anche mixato una compilation di DJ-Kicks ed appare nell'album di Richard X Richard X Presents His X-Factor Vol. 1 e in Different di Johri Hulkkonen. Ha realizzato remixes per Bran Van 3000, Depeche Mode, Dannii Minogue, Scissor Sisters, Peaches, Felix da Housecat, Cabaret Voltaire, Soulwax, LCD Soundsystem, FC Kahuna, Télépopmusik, Märtini Bros. e Peter Benisch; l'ha fatto anche per i Pet Shop Boys, oltre ad aver partecipato al loro tour del 2002. Attualmente ha vinto anche l'ambito premio, messo in palio dal djmag, come miglior produttore di musica elettronica del 2006.
- Bran Van 3000 - Drinking in L.A. (Tiga, Mateo e Delage's Sinking In LA Dub)
- Märtini Brös. - Flash (Tiga's Acid Flashback mix)
- Komma 8 Komma 1 - Popmusic (TGV Vocal mix)
- Nick Rhodes - Come About (Tiga Remix)
- LCD Soundsystem - Beat Connection (Tiga Edit)
- FC Kahuna - Machine Says Yes (Tiga's Unreleased Mix)
- Felix da Housecat - Madame Hollywood (Tiga's Mister Hollywood Version)
- FPU - Ocean Drive (Tiga's White Linen Vox)
- Cabaret Voltaire - Nag Nag Nag (Tiga & Zyntherius Radio mix)
- Alpinestars - Snow Patrol (Tiga TGV Disco Patrol dub)
- Dannii Minogue - Put The Needle On It (Tiga's Cookies Dub Edit)
- Linda Lamb - Hot Room (Tiga remix)
- FPU - Race Car (TGV Join The Race Remix) / (TGV Dub)
- Alex Kid - Come With Me (Tiga vs Etoy Acideathravefuckinglive mix)
- Scissor Sisters - Comfortably Numb (Tiga remix)
- Märtini Brös. - Flash (Tiga's Unholy Trinity Mix)
- Télépopmusik - Breathe (TGV remix)
- The Neon Judgement - TV Treated (Tiga's Recovered Vox) / (Tiga's Dub for Ivan)
- Crossover - Phostographt (Tiga's Revenge)
- Märtini Brös. - Big and Dirty (Tiga remix)
- Peaches - Shake Yer Dix (Tiga's Where Were You in '92 Remix) / (Tiga's Where Were You in '92 Instrumental mix)
- Seelenluft - I Can See Clearly Now (Tiga remix)
- The Devils - Come Alive (Tiga remix)
- Drama Society feat. Turner - Crying Hero (Tiga remix)
- Junior Jack feat. Robert Smith - Da Hype (Tiga remix)
- Drinking Electricity - Breakout (Tiga edit)
- La Oreja de Van Gogh - Bonustrack (Tiga's Vocal Mix)
- Soulwax - E Talking (Tiga's Disco Drama remix)
- Tomas Andersson - Washing Up (Tiga's Na Na Na Na Na Remix)
- Zdar - Don't U Want (Tiga remix)
- LCD Soundsystem - Tribulations (Tiga's Out Of The Trance Closet mix)
- The Kills - The Good Ones (Tiga remix)
- Mylo - Muscle Car (Tiga remix)
- Depeche Mode - Shake The Disease (Tiga remix)
- Moby - Where You End (Tiga's All That I Need Is To Be Sampled mix) /  (Tiga's All That I Need Is To Be Dubbed mix)
- Depeche Mode - Suffer Well (Tiga Remix)
- Pet Shop Boys - Minimal (Tiga's M-I-N-I-M-A-L Remix) / (Tiga's M-I-N-I-M-A-L Dub)
- Coldcut ft. Robert Owens - Walk A Mile In My Shoes (Tiga Mix)
- The Killers - Bones (Tiga Remix)